# Francis James Rennell Rodd Baron Rennell of Rodd
Francis James Rennell Rodd Baron Rennell of Rodd, britanski general, * 25. oktober 1895, † 15. marec 1978.